# الانتقال الرئاسي لجو بايدن
الانتقال الرئاسي لجو بايدن، هو الانتقال الحالي والجاري لرئاسة الرئيس المنتخب للولايات المتحدة جو بايدن. أصبح بايدن المرشح المحتمل للحزب الديمقراطي لمنصب الرئيس في شهر أبريل من عام 2020، ثم قُبل ترشيحه رسميًا في شهر أغسطس من العام ذاته. أُعلن عن الفريق الانتقالي لبايدن برئاسة تيد كوفمان في 20 يونيو. انضم إلى الفريق الانتقالي بعض الرؤساء المشاركين إلى جانب كوفمان في شهر سبتمبر.
جرت الانتخابات الرئاسية لعام 2020 في 3 نوفمبر. أعلنت وكالة أسوشيتد برس للأنباء جنبًا إلى جنب مع أهم الشبكات التلفزيونية -مثل سي إن إن وإيه بي سي نيوز وسي بي سي نيوز وإن بي سي نيوز وفوكس نيوز- فوز جو بايدن بعد ثلاثة أيام ونصف من بدء فرز الأصوات، أي في 7 نوفمبر في حوالي الساعة 11:30 صباحًا بتوقيت شرق الولايات المتحدة. وصفت معظم المصادر الأخرى جو بايدن بأنه الرئيس الأمريكي المنتخب منذ ذلك الحين. سيجتمع المجمع الانتخابي في 14 ديسمبر من عام 2020 لينتخب الرئيس ونائب الرئيس رسميًا. سيجري التصديق على النتائج في جلسة مشتركة للكونغرس في 6 يناير من عام 2021. تنتهي عملية الانتقال الرئاسي لبايدن عند تنصيبه في الساعة 12:00 ظهرًا بتوقيت شرق الولايات المتحدة في 20 يناير من عام 2021، ثم تبدأ رئاسته رسميًا.

## القضايا الأساسية
أسفرت جائحة كوفيد-19عن آثار اقتصادية ومجتمعية كبيرة، وذلك بعد تسببها بوفاة أكثر من 240 ألف شخص في الولايات المتحدة الأمريكية حتى شهر نوفمبر من عام 2020.

### الركود الاقتصادي
تسارعت وتيرة الخسائر في العمالة اعتبارًا من شهر مارس من عام 2020. فُقدت حوالي 16 مليون وظيفة في الولايات المتحدة خلال الأسابيع الثلاثة الأخيرة من شهر مارس حتى 4 أبريل. وصلت مستحقات البطالة إلى مستوى قياسي، إذ بلغ عددها 3.3 مليونًا في الأسبوع المنتهي في 21 مارس (بلغ الرقم القياسي السابق 700,000 في عام 1982). أفاد مكتب إحصاءات العمل في 8 مايو عن وصول معدل يو- 3 (البطالة الرسمية) إلى 14.7%، وهو أعلى معدل مسجل منذ عام 1941، بينما وصل معدل يو-6 (إجمالي العاطلين عن العمل، بالإضافة إلى العمال المهمشين والعاملين بدوام جزئي) إلى 22.8%. فقد ما يقرب 5.4 مليون مواطن أمريكي تأمينهم الصحي نتيجة خسارتهم لوظائفهم بين شهري فبراير ومايو من عام 2020. قال المحلل الاقتصادي جيم كريمر في يونيو من عام 2020 إن الاستجابة للركود الاقتصادي المصاحب لجائحة كوفيد-19 أسفرت عن أكبر عملية انتقال للثروة لصالح فائقي الثراء في التاريخ الحديث. أُفيد بانخفاض الناتج المحلي الإجمالي الأمريكي للربع الثاني بمعدل سنوي قدره 33% في 30 يوليو من عام 2020.

### الظلم العرقي
اكتسبت الاحتجاجات المستمرة ضد عمليات قتل الأمريكيين الأفارقة خارج نطاق القضاء على يد الشرطة الأمريكية أهميةً كبيرةً بعد مقتل جورج فلويد على يد ضابط شرطة بينما كان قيد الاعتقال في شهر مايو من عام 2020. سلطت الاحتجاجات الضوء على الاعتبارات الثقافية للظلم العنصري في الولايات المتحدة، وأسفرت عن طرح العديد من المقترحات التشريعية على المستوى الفيدرالي والولاياتي والبلدي بهدف التصدي لسوء سلوك أفراد الشرطة، والعنصرية المنهجية، والحصانة المشروطة، ووحشية الشرطة في الولايات المتحدة. تعرضت إدارة ترامب لانتقادات عديدة لخطابها المتشدد وردها العسكري العدواني. أدت هذه الاحتجاجات إلى موجة تضمنت إزالةً للنصب التذكارية وتغيير الأسماء في جميع أنحاء العالم. استمرت هذه الاحتجاجات خلال جائحة كوفيد-19 العالمية.

### التغير المناخي
ازدادت شعبية الاحتجاجات المناخية في العقد الأول من القرن الحادي والعشرين، إذ انتشرت المظاهرات الجماهيرية وتصفية استثمارات الوقود الأحفوري والدعاوى القضائية. شملت أبرز المظاهرات الأخيرة إضرابات مدرسية من أجل المناخ بالإضافة إلى العصيان المدني. احتجت فئة الشباب في جميع أنحاء العالم، إذ أضربوا من خلال هروبهم من المدرسة متأثرين بالمراهقة السويدية غريتا تونبرج. انتشرت أعمال العصيان المدني الجماعي، إذ شاركت بعض المجموعات مثل مجموعة تمرد الانقراض في المظاهرات. نشرت مجلة ساينتفك أمريكان مقالًا تضمن اقتراحات بعض العلماء لبايدن.

## إجراءات الانتقال
ينص قانون الانتقال الرئاسي السابق للانتخابات لعام 2010 على توفير إدارة الخدمات العامة (جي. إس. إيه.) مساحات مكتبية للفرق الانتقالية الرئاسية المحتملة. يحق للفرق الانتقالية الحصول على تمويل حكومي للموظفين بحسب ما تخصصه الحكومة الأمريكية، إذ بلغ الإنفاق على فريق ميت رومني الانتقالي لعام 2012 حوالي 8.9 مليون دولار أمريكي. يُشترط اعتماد المسؤول عن إدارة الخدمات العامة بايدن رئيسًا منتخبًا بشكل رسمي قبل أن يحق لفريقه الانتقالي العمل رسميًا مع الوكالات الفيدرالية وتلقي الأموال الانتقالية الفيدرالية واستخدام للمساحات المكتبية التي تقدمها الحكومة. رفضت المسؤولة الحالية عن إدارة الخدمات العامة إميلي دبليو. ميرفي -المعينة من قبل ترامب- التوقيع على التفويض، وذلك بعد رفض ترامب التنازل عن رئاسته تزامنًا مع توقع وسائل الإعلام فوز بايدن في الانتخابات. تذرعت ميرفي بعدم وجود أي توثيق بفوز بايدن بعيدًا عن وسائل الإعلام، وقالت إنها غير ملزمة باعتبار بايدن رئيسًا منتخبًا.
تشتمل المهام الرئيسية لعملية الانتقال الرئاسية على تحديد وفرز المرشحين لما يقرب 4,000 منصب خارج نطاق الخدمة المدنية في حكومة الولايات المتحدة وفقًا لإرادة الرئيس، وتنظيم مسائل إشغال المساكن التنفيذية مثل البيت الأبيض والمقر الرئيسي لنائب الرئيس وكامب ديفيد، والتنسيق مع القيادة الاستراتيجية للولايات المتحدة بشأن تسليم رموز الذهب، بالإضافة إلى إحاطة كبار الموظفين بأولويات سياسة الإدارة الجديدة.
أصبح بايدن مؤهلًا لتلقي الإحاطات السرية المتعلقة بالأمن القومي بموجب القانون والعرف الفيدرالي منذ ترشيحه رسميًا في المؤتمر الوطني للحزب الديمقراطي في شهر أغسطس من عام 2020.
عُدل قانون الانتقال الرئاسي في عام 2019 ليُصبح عقد «المجالس الانتقالية» بحلول شهر يونيو من عام الانتخابات مهمةً من مهام الرئيس الحالي بهدف تسهيل عملية تسليم السلطة.

## وصلات خارجية
- الموقع الرسمي